# 화조 (전설의 새)
화조(중국어: 火鳥)는 대만 민속에서 불과 관련된 전설적인 새이다. 불사조 등 신화 속의 생물과 달리 불을 일으키는 것으로 알려져 있다.

## 전설
전설에 따르면, 화조는 밤에 자주 나타나며, 옥상에 앉으면 그 집에 불이 난다. 도교 승려와 고위 불교 승려들만 볼 수 있다. 지붕에서 새의 짝짓기 소리가 들리거나 개가 지붕 위로 갑자기 뛰어오르는 경우, 이는 화조의 존재를 나타내는 신호일 수 있다. 그러한 경우에는 도교 승려를 초청하여 화재 예방 의식을 주최할 필요가 있다.
보통 사람들은 화조를 볼 수 없지만, 불이 맹렬하게 불타오르는 동안 그것은 반드시 하늘을 맴돌며, 이때 보통 사람들도 볼 수 있다.

## 같이 보기
- 요괴